# Frederick Tutu Goodwin

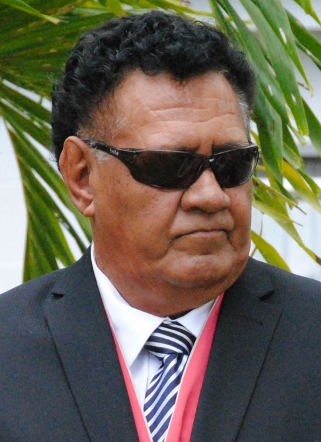
Frederick Tutu Goodwin (2012)

Sir Frederick Tutu Goodwin KBE JP war von 2001 bis 2013 Repräsentant der Königin von Neuseeland, Elisabeth II., auf den Cookinseln.
Er übte das Amt des Queen’s Representative vom 9. Februar 2001 bis zum 5. Juni 2013 aus. Sein Nachfolger wurde Tom Marsters.
Am 12. Juni 2004 wurde Goodwin zum Knight Commander des Order of the British Empire ernannt.
Goodwin begann 1956 eine Polizeiausbildung und war 1974 als superintendent für die Sicherheitsmaßnahmen beim Besuch der Königin in Rarotonga anlässlich der Eröffnung des Flughafens verantwortlich. Später war er mehr als zwanzig Jahre lang Leiter des öffentlichen Dienstes (Public Services Commissioner). 1978 bis 1983 war er Mitglied des 24-köpfigen Parlaments und Staatssekretär (assistant minister) im Ministerium für Energie und Arbeit; 1991 wurde er zum Friedensrichter (Justice of the Peace) ernannt.